# Jacobus Koelman

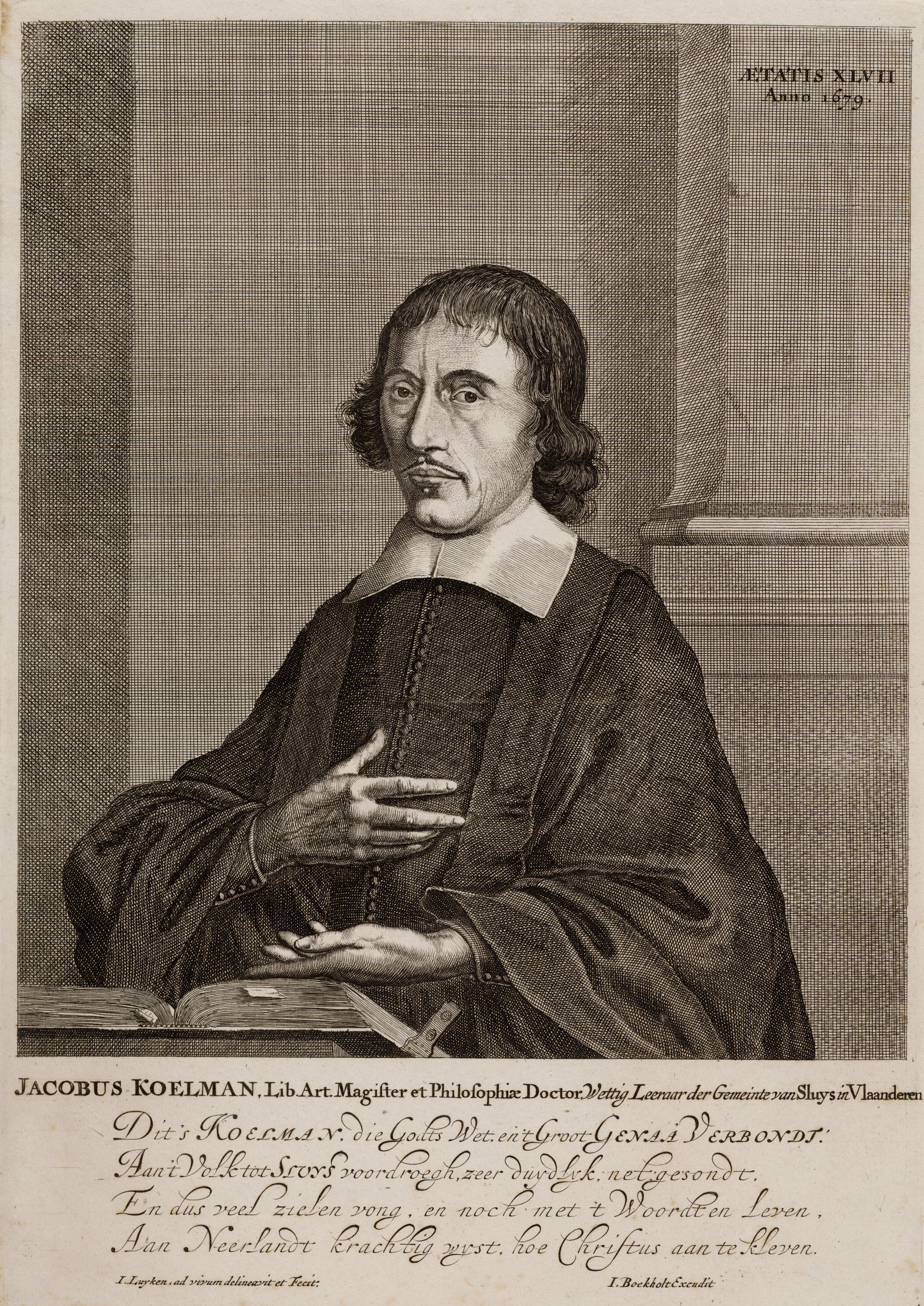
Koelman in 1679
Jacobus Koelman, Lib. Art. Magister, et Philosophæ Doctor, Wettig Leeraar der Gemeinte van Sluys in Vlaanderen.
Dit's Koelman. die Godts Wet, en't Groot Genaa Verbondt.'
Aan't Volk tot Sluys voordroegh, zeer duydlyk net
En dus veel zielen vong, en noch met 't Woordt en Leven
Aan Neerlandt krachtig wyst, hoe Christus aan te kleven
I Luyken. ad vivum delineavit et Fecit: - I. Boekholt Excudit

Jacobus Koelman (Utrecht, 1631 - Utrecht, 1695) was een Nederlands predikant en schrijver.

## Levensloop
Jacob Coelmans, zoals zijn naam oorspronkelijk luidde, werd op 23 november 1631 gedoopt in de Jacobikerk te Utrecht. Zijn ouders, Carel Coelmans (afkomstig uit Aken) en Hester Booms, trouwden in 1623 te Amsterdam. Rond 1628 verhuisde het gezin naar Utrecht. 
Koelman studeerde theologie aan de Universiteit van Utrecht onder Gisbertus Voetius. Hij promoveerde 1655 in de wijsbegeerte en werd in 1657 ambassade-predikant in Kopenhagen en bij de resident der Staten te Brussel en in 1662 te Sluis in Staats-Vlaanderen. In 1674 werd hij door de Staten-Generaal uit zijn bediening ontzet en door de Staten van Zeeland uit hun gebied verbannen omdat hij zich oneerbiedig had uitgelaten over de overheid en de 'Kerckenordinge'. 
Er volgde een leven van omzwervingen. Overal waar hij zich vestigde en samenkomsten hield ondervond hij tegenstand van officiële kerkelijke zijde. Hij werd onder andere uit Rotterdam verbannen. In Amsterdam genoot hij aanvankelijk bescherming van zijn voormalige superieur in Kopenhagen, de oud-gezant Coenraad van Beuningen, maar uiteindelijk moest hij ook deze stad verlaten. In 1691 vestigde Koelman zich in Utrecht. Hier werden zijn huisoefeningen gedoogd en overleed hij in 1695.
Onder theologen vond Koelman medestanders in Jodocus van Lodenstein en Wilhelmus à Brakel. Deze laatste ging in zijn ijver voor Koelmans' eer en leer zo ver dat hij in 1682 vier weken werd geschorst als predikant te Leeuwarden.
In 2008 werd er op het Sint-Janskerkhof in Sluis een informatiepaneel over Jacobus Koelman onthuld.

## Publicaties
- Reformatie nodigh omtrent het gebruik der formulieren, 1673.
- Reformatie nodigh omtrent de feestdagen, naaktelijk vertoont ende bewezen, 1675.
- De vruchtelooze biddagen van Nederland, 1682.
- De praktijk der Sabaths, 1682.
- Het vergift van de Cartesiaensche philosofie ontdekt, 1692.
- Wederlegging van B. Bekkers Betooverde Wereld, 1692.